# Tombé sur la tête
Tombé sur la tête est un téléfilm français réalisé par Didier Albert en 2009 et diffusé en 2010 à la télévision.

## Synopsis
Thomas Langeville est un homme de fort caractère qui dirige l'une des plus grandes sociétés de France. Un jour en faisant du vélo il est percuté par une voiture dont la conductrice apprend à conduire. Thomas perd la mémoire, il est aidé par Mathilde, la conductrice, à retrouver la mémoire.

## Fiche technique
- Réalisateur : Didier Albert
- Scénario : Bruno Dega et Jeanne Le Guillou
- Musique du film : Maïdi Roth
- Montage : Anja Lüdcke
- Distribution des rôles : Ariane Corbiau
- Création des décors : : Frédéric Duru
- Décorateur du plateau : Patrick Dechesne
- Costumes : Catherine Marchand
- Coordinateur des cascades : Daniel Vérité
- Sociétés de productions : JLA Productions, BE-FILMS, Ufilm et Le Tax Shelter du Gouvernement Fédéral de Belgique
- Durée : 90 min
- Date de diffusion : 22 mars 2010 sur TF1
- Pays :  France

## Distribution
- Michèle Bernier : Mathilde
- Bruno Madinier : Thomas
- Lilou Fogli : Aliénor
- Pierre-Arnaud Juin : Marc
- Isabelle Fruleux : Nathalie
- Sophie Mounicot : Patricia
- Claude Sésé : Santos
- Stéphane De Groodt : Bertrand
- Vincent Eaton : Howard
- Éric Godon : Sébastien
- Alain Perpète : Avocat
- Francis Perrin : Falcos